# Chausseehaus (Wiesbaden)
Chausseehaus ist eine ehemals als Sommerfrische genutzte Häusergruppe und ein Forstrevier im Naturpark Rhein-Taunus und gehört zu der etwa 6 km ostsüdöstlich gelegenen Stadt Wiesbaden.

## Geschichte

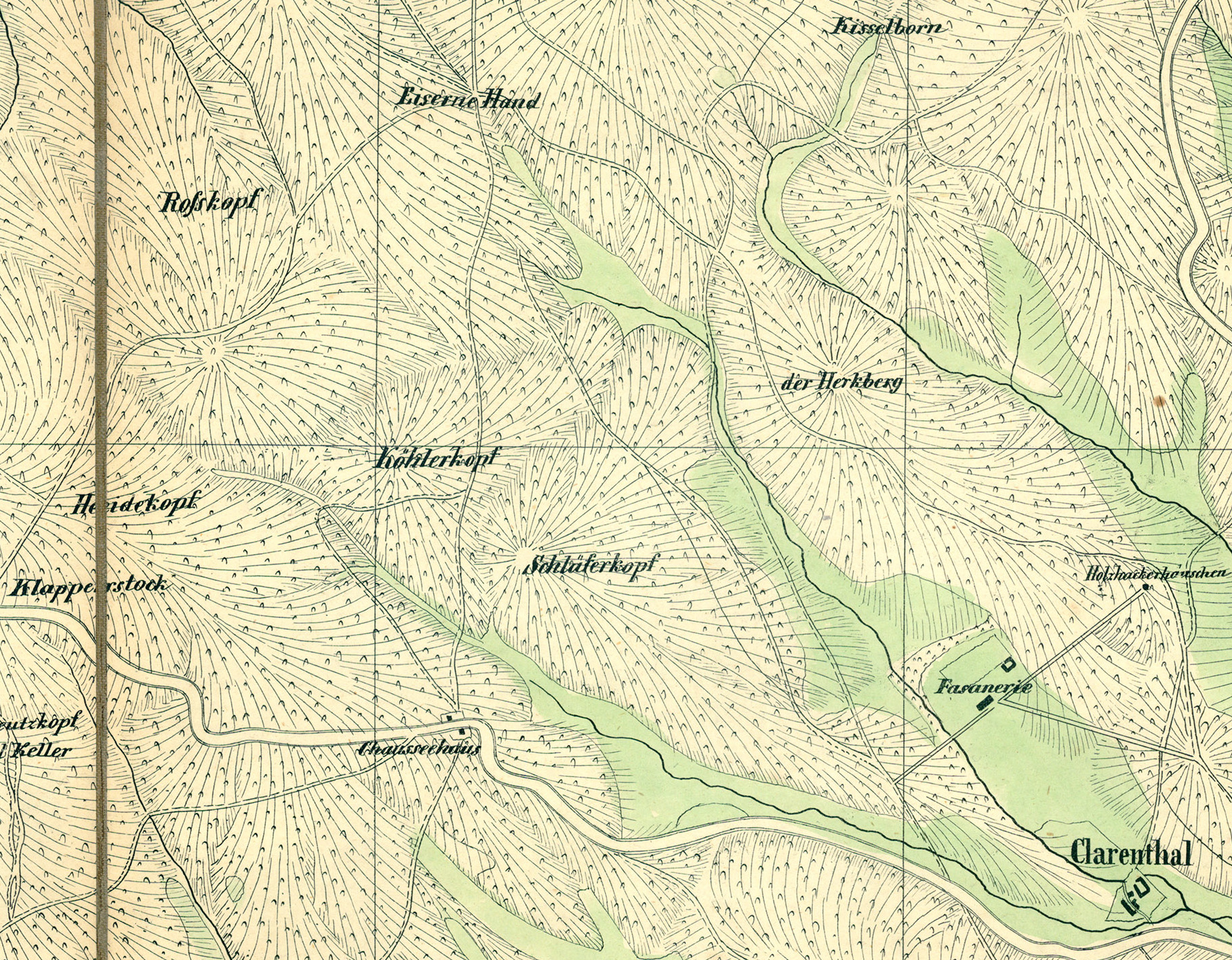
Karte von 1819 mit Chausseehaus, Schläferskopf, Jagdschloss Fasanerie, Kloster Clarenthal und Eiserner Hand

Namensgebend war das Nassauische Zollhaus, wo die Reisenden an der 1764 als Chaussee erbauten Bäderstraße Wegegeld und Zoll bezahlen mussten.
An der Stelle dieses Chausseehauses befindet sich heute ein Forsthaus. 1787 gehörte der Wohnplatz zum Fürstentum Nassau-Usingen und ab 1867 zur Stadt Wiesbaden. Im wilhelminischen Zeitalter wurde das Gebiet mit einer Gaststätte, einem Erholungsheim und einem Hotel als Sommerfrische genutzt. An Langenschwalbach und Wiesbaden war es über die Bäderstraße und einen Bahnhof an der Aartalbahn angeschlossen. Der anderthalb Kilometer nördlich gelegene Kaiser-Wilhelm-Turm auf dem Schläferskopf diente als nahegelegener Aussichtspunkt. Als Überbleibsel des Zweiten Weltkriegs steht am Chausseehaus noch eine Splitterschutzzelle (50° 5′ 49,1″ N, 8° 10′ 18,3″ O).

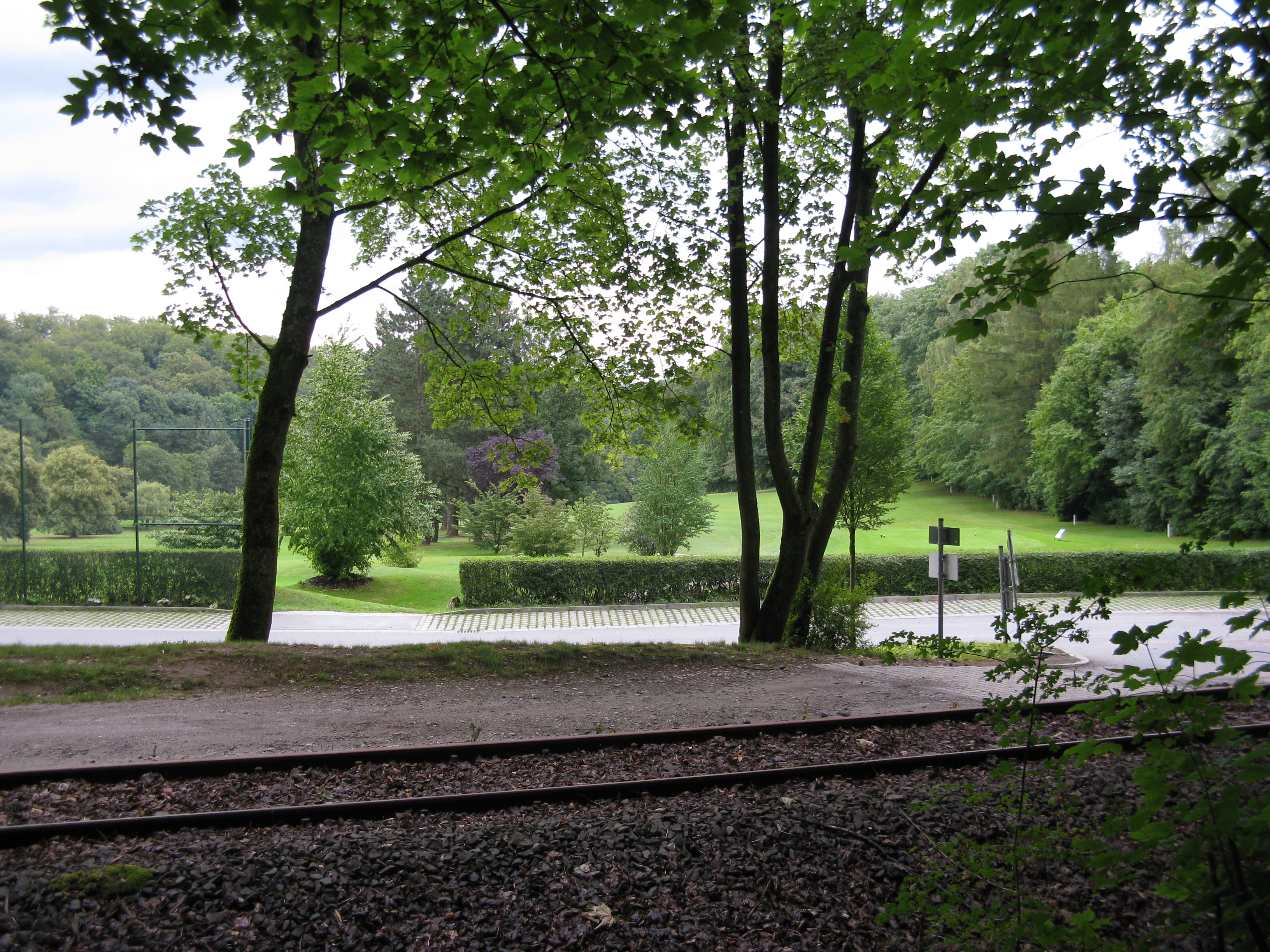
Golfplatz Chausseehaus mit Gleisen der Aartalbahn

Heute wird mit Chausseehaus insbesondere das traditionsreiche Ausflugslokal mit Biergarten (50° 5′ 48″ N, 8° 10′ 10″ O) bezeichnet. Der angrenzende Parkplatz ist Ausgangspunkt für Wanderungen und Radtouren in den umgebenden Wäldern, u. a. in die FFH-Gebiete Buchenwälder nördlich von Wiesbaden und Weilburger Tal-Klingengrund im Tal des Weilburger Bachs. Im Norden grenzen an das Ausflugslokal die Wiesen des Gehrner Bachs. Sie dienen seit 1911 als Golfplatz des Wiesbadener Golf-Clubs (50° 5′ 53,8″ N, 8° 10′ 9,2″ O).

## Verkehrsanbindung

### Straßen
Die für die Entstehung des Chausseehauses ursächliche Landstraße ist die hier als Lahnstraße bekannte Landesstraße L 3037. Sie führt von Wiesbaden als Hohe Straße über die Hohe Wurzel (Scheitelhöhe ca. 570 m) nach Bad Schwalbach. Am Chausseehaus zweigt von ihr die L 3038 nach Westen ab, die über Georgenborn nach Schlangenbad führt. Es gibt mit den genannten Ortschaften regelmäßige Busverbindungen durch den RMV sowie mit der Wiesbadener Innenstadt, mit dem Stadtteil Dotzheim und dem nahegelegenen Tier- und Pflanzenpark am Jagdschloss Fasanerie.

### Haltepunkt Chausseehaus

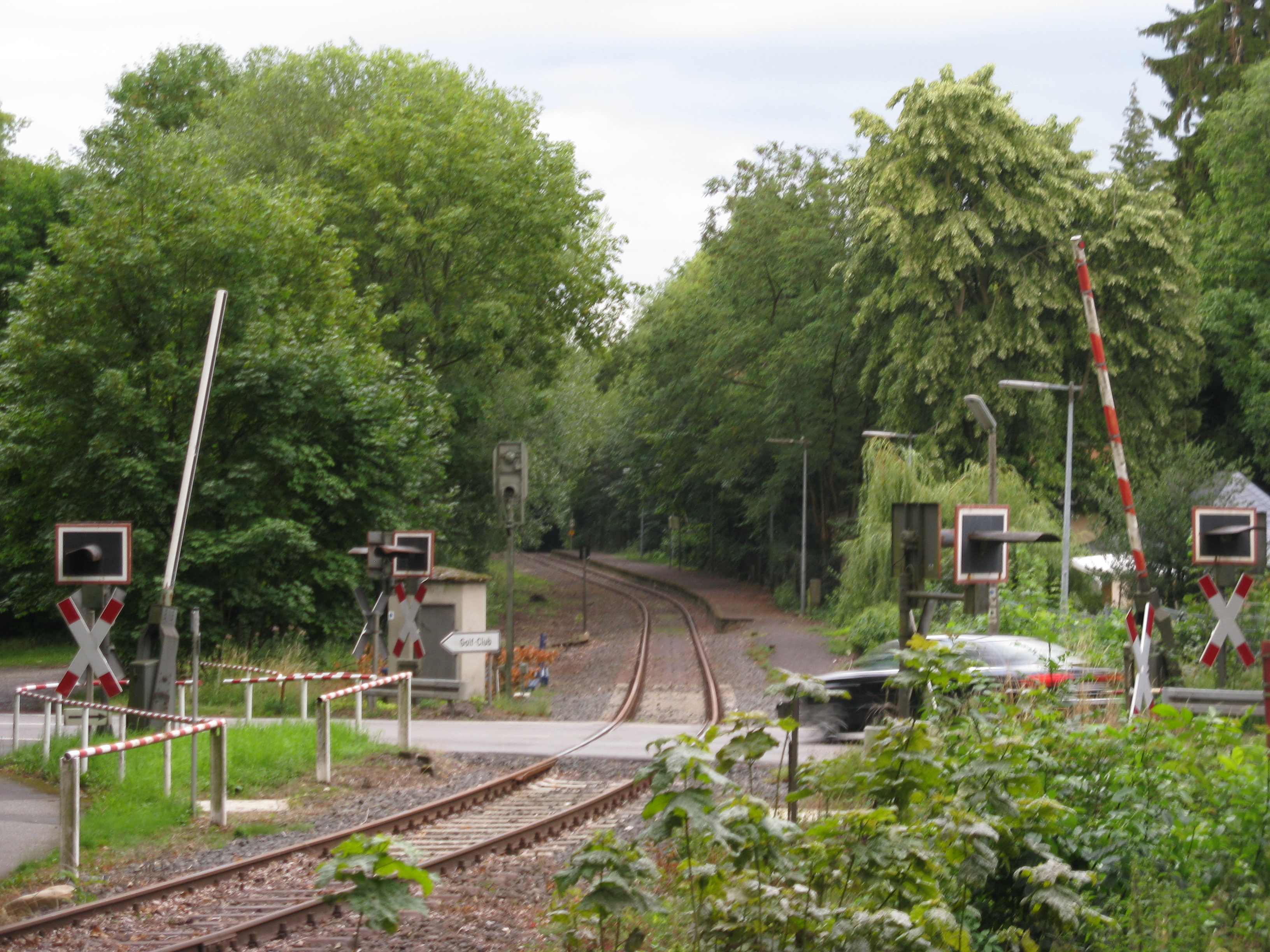
Haltepunkt Chausseehaus mit Bahnübergang

Der ehemalige Bahnhof und heutige Haltepunkt Chausseehaus (50° 5′ 48″ N, 8° 10′ 18″ O) wurde auf 290 m an der Aartalbahn gegen Ende des 19. Jahrhunderts eröffnet; die Nachbarstationen sind Wiesbaden-Dotzheim und Eiserne Hand. Da Biebrich Waldgebiete um das Chausseehaus besaß, hieß der Bahnhof bis mindestens 1907 Biebrich Chausseehaus. Der Bahnhof diente außerdem dem Personenverkehr zu Hotel, Restaurant und Erholungsheim und verfügte über drei Gleise. Am 28. Mai 1967 wurde das mechanische Stellwerk außer Betrieb genommen und anschließend der Bahnhof zum Haltepunkt zurückgebaut. Am 25. September 1983 wurde der Personenverkehr auf dem Streckenabschnitt Wiesbaden – Bad Schwalbach eingestellt. 1986 wurde der Personenverkehr mit Museumszügen durch die Nassauische Touristik-Bahn (NTB), welche ihren Sitz im benachbarten Dotzheimer Bahnhof hat, wieder aufgenommen. Ein Jahr später wurden die Gebäude und die technischen Anlagen der Strecke und des Bahnhofs unter Denkmalschutz gestellt. Heute besteht die Station nur noch aus einem Gleis mit Bahnsteig. Das südwestlich des Bahnsteiges gelegene Bahnhofsgebäude befindet sich in Privatbesitz.
Im Rahmen des Projektes „Stadtbahn Wiesbaden“ war zwischen 1998 und 2001 sowie zwischen 2011 und 2013 eine Wiederaufnahme des Personenverkehrs zwischen Bad Schwalbach und Wiesbaden im Gespräch. Vom Chausseehaus wäre die Stadtbahn auf eigene Gleise abgezweigt und durch die Wiesbadener Innenstadt gefahren. Heute existieren Planungen zur Reaktivierung der Aartalbahn als Stadt- oder Regionalbahn.

## Gebäude

### Forsthaus

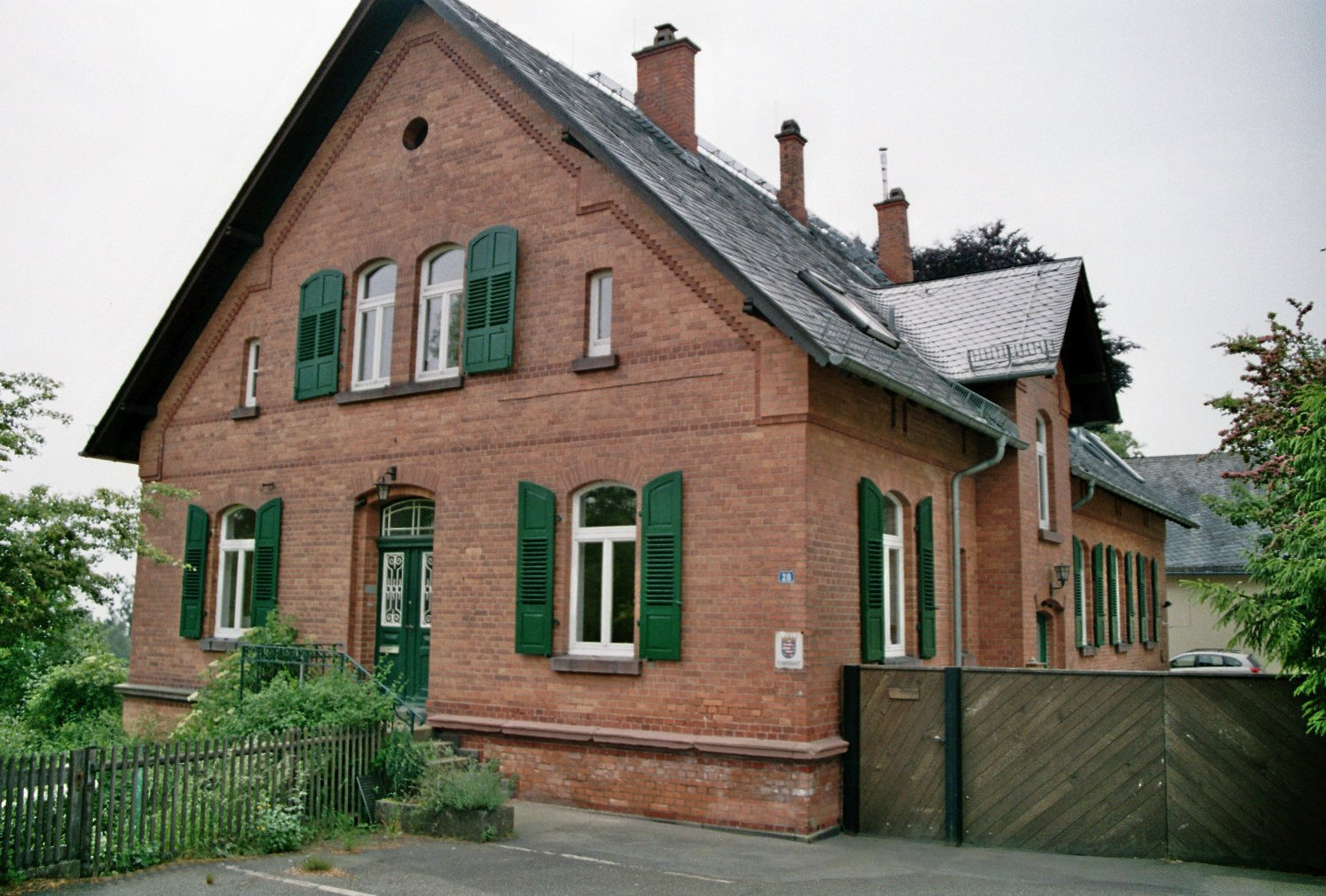
Forsthaus Chausseehaus

Im Jahr 1816 wurde durch den Fürsten von Nassau das Edikt zur Organisation der Forstverwaltung erlassen und das Forstgebiet Chausseehaus eingerichtet. Das heutige Forstamtsgebäude wurde 1896 aus Backsteinen erbaut. Das Forsthaus Chausseehaus (50° 6′ 3″ N, 8° 9′ 37″ O) ist als Dienststelle von Hessen-Forst verantwortlich für insgesamt 16.000 Hektar Wald, darunter etwa 3800 Hektar Staatswald, für die Wälder der Städte Idstein und Taunusstein, der Gemeinden Niedernhausen und Waldems sowie für Privatwald.
Die etwa 30 Mitarbeiter des Forsthauses und der 8 Revierförstereien bieten Informationen zu Naturschutz, Wald und Jagd sowie wald- und erlebnispädagogische Unternehmungen an und verkaufen Holz und Wildfleisch.

### Joseph-Baum-Haus

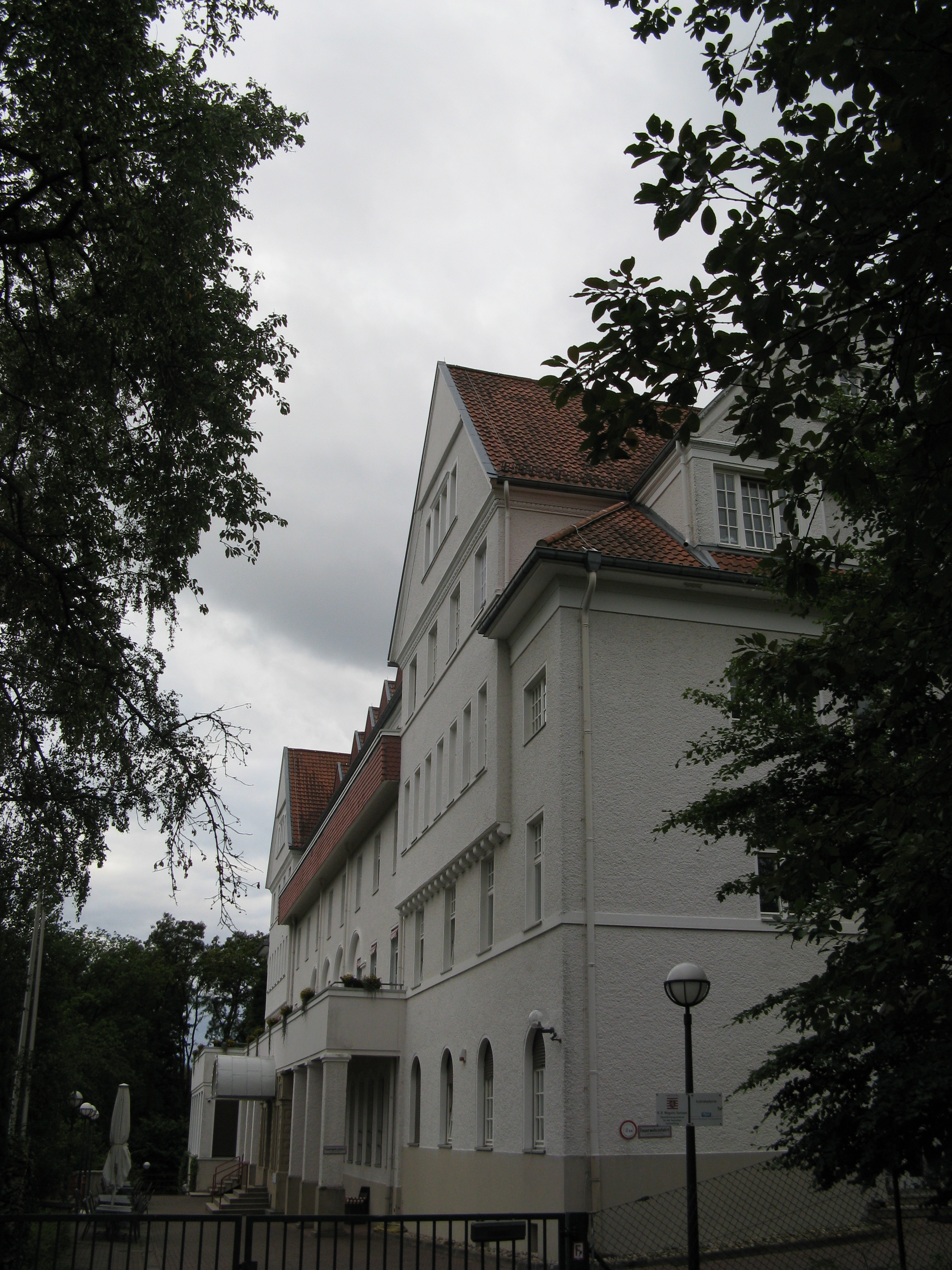
Joseph-Baum-Haus des H.-B.-Wagnitz-Seminars

Die Deutsche Gesellschaft für Kaufmanns-Erholungsheime (GKH) eröffnete im Mai 1913 westlich der Gaststätte das Kaiser-Wilhelm-Heim (50° 5′ 49″ N, 8° 9′ 25″ O). Der vom Wiesbadener Architekten Paul A. Jacobi entworfene Neubau war innen eher bescheiden gehalten. Im Erdgeschoss befanden sich ein Speisesaal, Gemeinschaftsräume wie ein Rauchsalon für Herren, ein Damenzimmer sowie Schreib- und Lesehalle, in der oberen Etage waren die Wohnzimmer zu finden.
Das Erholungsheim diente im Ersten Weltkrieg als Lazarett für verwundete Soldaten aus Handel und Industrie. Nach dem Ende des Deutschen Kaiserreichs wurde es in Taunus-Heim umbenannt, und in den 1920er Jahren stiegen die Gästezahlen wieder an. Im Zweiten Weltkrieg wurde dort erneut ein Lazarett eingerichtet, in dem unter anderem die Verletzten der Bombardierung Wiesbadens versorgt wurden. Zwischen 1945 und 1949 diente es als Krankenhaus und anschließend wieder als Erholungsstätte, seit 1965 nach dem Gründer der GKH unter dem Namen Joseph-Baum-Haus. Zu dieser Zeit gehörte es der Europäischen Gesellschaft für Kur- und Erholungshäuser e. V. Seit dem 24. November 1984 ist es Sitz des H.-B.-Wagnitz-Seminars der Hessischen Justizakademie, wird aber nach wie vor als Joseph-Baum-Haus bezeichnet.

### Haus Taunusfreude
Mindestens ab 1959 unterhielt das Deutsche Rote Kreuz das Kindererholungsheim Taunusfreude etwa 600 m südöstlich des Gasthauses an der Bahnstrecke. Das Ensemble (50° 5′ 34″ N, 8° 10′ 54″ O) besteht aus einem zweistöckigen Haupthaus mit Schopfwalmdach und mehreren einstöckigen Anbauten. Alle Gebäude sind aus Sichtfachwerk errichtet. Im September 1989 wurde das Heim nach dreijähriger Ruhezeit als Auffanglager für Bürger der DDR reaktiviert. Die im Wald gelegenen Gebäude, welche die Stadt Wiesbaden in Folge zur Unterbringung von Aussiedler-Familien nutzte, wurden 2005 als Erbbaurecht an die Freie Christliche Schule Wiesbaden übergeben, die dort auch einen Kindergarten betreibt. Die Expansionspläne der Schule, die mögliche Anlage einer Privatstraße zur Verbesserung der Anbindung und die Nutzung des nahegelegenen Bolzplatzes Langendellschlags als Schulsportanlage sorgten für Diskussionen im angrenzenden Stadtteil Kohlheck.

### Villa Taunusblick
Nördlich des heutigen Gasthauses befand sich die Villa Taunusblick (50° 5′ 53″ N, 8° 10′ 5″ O), die um 1900 als Sommerfrische und Hotel diente. Die angrenzende Walderholungsstätte wurde von der Nationalsozialistischen Volkswohlfahrt genutzt und 1952 von der Arbeiterwohlfahrt zu einem Kurheim umgebaut. Der Gebäudekomplex aus insgesamt drei Gebäuden stand ab Mitte der 1970er leer und wurde dem Verfall preisgegeben. Ab 1989 wurde das Ensemble aus der Jahrhundertwende von einem Investor erworben, der dort Asylbewerber unterbringen wollte. Im Jahr 1991 erließ die Stadt Wiesbaden eine Abrissverfügung, die 2002 gerichtlich bestätigt wurde. Im Jahr 2003 wurden die Gebäude abgerissen, eine Schadensersatzklage wurde in Betracht gezogen.